# Amparo Carballo Blanco
Amparo Carballo Blanco (Ponferrada, comarca de El Bierzo, provincia de León, comunidad autónoma de Castilla y León, 7 de diciembre de 1955) es una escritora y editora española.

## Biografía
Empezó a publicar sus versos en periódicos y revistas en el año 1976, con una precocidad que ella dice no lamentar, ya que le sirvió de aprendizaje. En el año 1979 fue Premio de Poesía Hermanos Argensola Barbastro-Huesca. Su primera salida en libro fue tardía, y ocurrió no con una obra poética sino con una biografía sobre el pintor berciano Norberto Beberide (Instituto de Estudios Bercianos, 1980). En sucesivos años colabora asiduamente en la prensa local y provincial con artículos de opinión, crítica de arte, teatro y poesía. En el año 1993 se publica su primer libro de poemas: Tiempos en la misma voz, con prólogo de Ramón Carnicer (ed. Clave). Desde entonces su voz poética no ha cesado de crecer y enriquecerse, camina y vuela por libre, ajena a fugaces modos y modas. Dan fe de ello títulos como: Maleficio de otoño, con prólogo de Ramón Carnicer Blanco 1996. Aletheia,con prólogo de Antonio Gamoneda1998. Sin otra luz y guía,con prólogo de Victoriano Crémer 1999. Espejo de Alinde, 2001. La sombra de las palabras, 2002. Palabras extraviadas -Metaforismos, 2006. Agua en remolino, 2007. La voz de los metales, 2013.
Además es autora de cinco libros de literatura infantil, y de tres novelas (literatura juvenil).
Esta escritora y editora es ante todo poeta comprometida con su tarea de intentar iluminar el lenguaje a través de la reflexión. La pregunta existencial y la indagación intelectiva, el pálpito emocional de la palabra y la cuestión metapoética son los motivos que se combinan en su personal universo literario. También la ebriedad amorosa se nos muestra en su obra lírica e intimista junto con la filosofía, alejadas de la retórica.Se encuentra entre los poetas españoles de la Poesía española contemporánea.
Actualmente dirige en El Bierzo Ediciones Hontanar, y es columnista de La Crónica de León.

## Poética
La obra de Amparo Carballo Blanco abarca distintos géneros, pues entiende la literatura como un proceso de cuatro Ces: Creación, Ciencia, Conciencia y Comunicación. De ahí que haya sentido la necesidad de expresarse a través de géneros tan distintos como la poesía, la biografía, la novela, el artículo periodístico, la literatura infantil y la narración breve.

## Poesía
- Tiempos en la misma voz. Editorial Clave (1993).
- Maleficio de otoño. Celarayn Editorial (1996).
- Aletheia. IEB (1998).
- Sin otra luz y guía. Ediciones del Curueño (1999).
- Espejo de Alinde. Huerga y Fierro Editores (2001).
- La sombra de las palabras. Ediciones Hontanar (2002).
- La blanca orilla del olvido. Inédito.
- En ningún lugar. Inédito.
- Farol dorado. Inédito.
- Yo también se dibujar un pez. Inédito.
- Palabras extraviadas. Metaforismos. Ed. Hontanar (2006).
- Agua en remolino. Ediciones Hontanar, y la Junta de Castilla y León- Fundación Siglo para las Artes de Castilla y León (2007).
- La voz de los metales. Ediciones Hontanar (2013).
- Cristalpoesía, inédito.
- Para escribir la Luz, inédito.
- Aleaciones Sutiles, inédito

## Narrativa
- Beberide. Monografía sobre la vida y obra del pintor villafranquino Norberto Beberide, Ediciones IEB (1980).
- Los nombres impropios. Literatura infantil. Ediciones Hontanar (2004).
- El sapo ambicioso. Literatura infantil. Ediciones Hontanar (2005).
- Paragüito, (el paraguas enamorado de la lluvia de verano). Literatura infantil. Ediciones Hontanar (2005).
- El niño Gaspar quiso volar. Literatura infantil. Ediciones Hontanar (2006).
- El vencejo piquito y el poeta. Literatura infantil. Ediciones Hontanar (2007)/ Consejo Comarcal del Bierzo y Ayuntamiento de Ponferrada.
- Cuarenta mil palabras. Novela. Ediciones Hontanar (2008). Fundación Siglo para las Artes de Castilla y León. Junta de Castilla y León.
- El misterio de la Torre del Reloj. Novela. Ediciones Hontanar (2009).
- La sonrisa del Barquillero. Novela. Ediciones Hontanar (2010).
- El cuento que nunca escribí. Novela inédita.
- Historias de NO. Relatos inéditos.
- Monólogos Cósmicos . 88 relatos cortos de ciencia ficción. Ediciones Hontanar (2024).

## Otros
- Niño poeta, premio Hermanos Argensola, 1979 Huesca
- Poemas de Alforjas para la paz (III certamen). Edición a cargo de A.L.A. de Alcorcón (Madrid) 1981.
- Historia de la Literatura Leonesa, Everest 1982.
- Antología III Premio Peliart, Madrid 1982.
- Trilcedumbre. Universidad de León 1999.
- Poesía Leonesa. Revista Zurgai. Bilbao, 2000.
- Amanece el cantor (J:A.Valente-Monográfico). Revista Zurgai. Bilbao, 2001
- El libro de Boisán (Imágenes para guardar un siglo). Ed. Lobo Sapiens 2002.
- Ilimitada voz (Antología de Poetas Españolas, 1940-2002). Universidad de Cádiz, 2003.
- Con buena tinta. Ediciones Hontanar 2007.
- El mar no es un paisaje- Introducción a la poesía de Amparo Carballo Blanco. Estudios Humanísticos n.º 27-Filología. Universidad de León 2005.
- El siglo de oro de las letras Leonesas. Editado por Diario de León 2007.
- Cien bercianas relevantes. Editado por el Consejo Comarcal del Bierzo 2008.
- Antología / 50 Poetas Contemporáneos de Castilla y León. Editado por Ediciones Hontanar (2011), con una ayuda a la edición dentro del Plan Libro Abierto de la Consejería de Cultura y Turismo de la Junta de Castilla y León.
- Homenaje escritoras Leonesas 2021, 2022, 2023", Una vida una obra (Manuela López), Una biografía desde el recuerdo (Felisa Rodríguez), La magia de la supervivencia (Manuela Rejas, editados por Lobo Sapiens.
- Libro de la Asociación Española de Críticos Literarios, Villafranca del Bierzo, colaboración en 2018.